# Junior Mance
Julian Clifford Mance Jr., noto come Junior Mance (Evanston, 10 ottobre 1928 – New York, 17 gennaio 2021), è stato un pianista e compositore statunitense.

## Discografia parziale
- Junior (Verve, 1959)
- The Soulful Piano of Junior Mance (Jazzland, 1960)
- Big Chief! (Jazzland, 1961)
- The Soul of Hollywood (Jazzland, 1962)
- Junior's Blues (Riverside, 1962)
- Happy Time (Jazzland, 1962)
- Get Ready, Set, Jump!!! (Capitol, 1964)
- Straight Ahead! (Capitol, 1964)
- That's Where It Is! (Capitol, 1965)
- Harlem Lullaby (Atlantic, 1966)
- I Believe to My Soul (Atlantic, 1966)
- The Good Life (Tuba, 1967)
- Live at the Top (Atlantic, 1968)
- With a Lotta Help from My Friends (Atlantic, 1970)
- That Lovin' Feelin' (Milestone, 1972)
- The Junior Mance Touch (Polydor, 1973)
- Holy Mama (East Wind, 1976)
- Deep (JSP, 1980)
- The Tender Touch of Junior Mance and Martin Rivera (Nilva, 1983)
- For Dancers Only (Sackville, 1983)
- Truckin' and Trakin' (Bee Hive, 1983)[12]
- Junior Mance Special (Sackville, 1986–88)
- Here 'Tis (Sackville, 1992)
- Blue Mance (Chiaroscuro, 1994)
- Softly as in a Morning Sunrise (Enja, 1994)
- Milestones (Sackville, 1997)
- Yesterdays (M&I, 2000)
- Groovin' Blues (M&I, 2001)
- On the Road (Trio, 2002)
- Blues Ballads And 'A' Train (Trio, 2003)
- Soul Eyes (M&I, 2004)
- The Shadow of Your Smile (Pony Canyon, 2006)
- Ballads (M&I, 2006)
- Groovin' With Junior (Sackville, 2008)
- Blue Minor (Mojo, 2008)
- For My Fans...It's All About You (Kickstarter, 2015)